# Stefano Cassetti
Pour les articles homonymes, voir Cassetti.
 (janvier 2018).
Si vous disposez d'ouvrages ou d'articles de référence ou si vous connaissez des sites web de qualité traitant du thème abordé ici, merci de compléter l'article en donnant les références utiles à sa vérifiabilité et en les liant à la section « Notes et références ».
Stefano Cassetti, né le 4 septembre 1974 à Brescia en Italie, est un acteur italien.

## Biographie
Stefano Cassetti est né le 4 septembre 1974 à Brescia en Italie.
En 1999, il obtient un doctorat en dessin industriel à la Faculté d'architecture de l'École polytechnique de Milan.

## Carrière
Il commence en 2000 une carrière d’acteur à Paris avec un premier rôle dans le film français Roberto Succo (2001) du réalisateur Cédric Kahn présenté en compétition au Festival de Cannes. Pour ce rôle il est nommé aux Césars 2002 pour meilleur espoir masculin.
Il joue notamment dans Nemmeno il destino (it) de Daniele Gaglianone (it) (Prix Rotterdam Film Festival 2004) et Il resto della notte (it) de Francesco Munzi (Quinzaine des réalisateurs 2008). Pour la télévision française France3, Liberata (prix du Festival de Saint-Tropez) de Philippe Carrèse et en 2007, la série La Commune de Jacques Audiard avec Tahar Rahim produite par CanalPlus.
En 2010, il joue aux côtés de Lio et Michel Galabru dans le premier film de Katell Quillévéré, Un poison violent (prix Jean-Vigo et Quinzaine des réalisateurs).
En 2011, il obtient le rôle principal du premier film de Estelle Larrivaz, Le Paradis des bêtes, avec Géraldine Pailhas et Muriel Robin. En 2013 il est dans Il terzo tempo (it) (The Third Half) de Enrico Maria Artale avec Lorenzo Richelmy (Festival de Venise) et dans Jeune et Jolie de François Ozon (Festival di Cannes). En 2014, il interprète le diable dans le remake Rosemary's Baby, mini-serie télé américaine de Agnieszka Holland pour la NBC.
En 2017, il participe à la première saison de la série Zone blanche et à la série Engrenages, aussi dans le film de et avec Valeria Bruni Tedeschi, Les Estivants (Festival de Venise). Il joue dans un autre registre dans la comédie hollywoodienne L'Extraordinaire Voyage du fakir de Ken Scott aux côtés de Bérénice Bejo et de la star indienne Dhanush. En 2018, après une brève parenthèse dans le théatre allemand (en langue allemande) à la Volksbühne de Berlin au côté d’Ingrid Caven et Helmut Berger sous la direction du cinéaste catalan Albert Serra, il reprend un rôle de « grand méchant » dans la populaire série italienne Un passo dal cielo.
En 2018, il revient au Festival de Cannes avec le premier film de Vanessa Filho, Gueule d'ange sélectionné pour la Caméra d'or de Un certain regard.

## Filmographie

### Cinéma

#### Longs métrages
- 2001 : Roberto Succo de Cédric Kahn : Roberto Succo
- 2003 : Michel Vaillant de Louis-Pascal Couvelaire : Giulio Cavallo
- 2004 : Nemmeno il destino (it) de Daniele Gaglianone : Lorenzo
- 2004 : Il giorno del falco de Rodolfo Bisatti : Le Chinois
- 2005 : Sulla mia pelle de Valerio Jalongo : Sauro
- 2006 : Poltergay d'Éric Lavaine : Vittorio
- 2006 : Cowboy Angels de Kim Massee : Luigi
- 2007 : Alieno, l'uomo del futuro de Mauro John Capece et Pierpaolo Moio : Jonathan
- 2008 : Il resto della notte (it) de Francesco Munzi : Marco Rancalli
- 2008 : Par suite d'un arrêt de travail... de Frédéric Andréi : routier italien
- 2010 : Un poison violent de Katell Quillévéré : Père François
- 2010 : Frères d'Italie (Noi credevamo) de Mario Martone : Rubio
- 2011 : Sette opere di misericordia (it) de M.et S. De Serio
- 2012 : Le Paradis des bêtes d(Estelle Larrivaz: Dominique Lenikart
- 2013 : Il terzo tempo (it) d'Enrico Maria Artale : Vincenzo
- 2013 : Jeune et Jolie de François Ozon
- 2013 : Le Crime du sommelier (Vinodentro) de Ferdinando Vicentini Orgnani
- 2014 : Rosenn d'Yvan Le Moine
- 2015 : Un séminaire mortel (Outside the Box) de Philip Koch : Leo Locatelli
- 2016 : L'Ami, François d'Assise et ses frères de Renaud Fély et Arnaud Louvet : Bonizzio
- 2016 : Funf Frauen d'Olaf Kraemer : Marek
- 2018 : L'Extraordinaire Voyage du fakir de Ken Scott : Alfredo
- 2018 : Gueule d'ange de Vanessa Filho : Michel
- 2018 : Les Estivants de Valeria Bruni Tedeschi : Marcello
- 2019 : L'Affaire Collini (Der Fall Collini) de Marco Kreuzpaintner : Nicola Collini
- 2022 : Jailbird d'Andrea Magnani : Mondo
- 2023 : Follia de Charles Guérin Surville : Mark
- 2024 : Scarlet Blue d'Aurélia Mengin : Léandro Lecreulx
- 2024 : Ma famille chérie d'Isild Le Besco : Antonio

#### Courts métrages
- 2007 : Passagère d'Elsa Diringer
- 2015 : House of Shells de Domiziano Cristopharo : Dylan
- 2019 : The Naked Truth d'Enrico Maria Artale

### Télévision

#### Séries télévisées
- 2007 : La Commune : Milan Bajïc
- 2011 : Reinvention de Marco Brambilla
- 2014 : Rosemary's Baby : Le diable
- 2014 : Weihnachten für Anfänger de Sven Bohse
- 2015 : Squadra criminale (Non uccidere) : Francesco De Leo
- 2017 : Engrenages : Moldovan
- 2017 : Zone blanche : Rico Ballestera
- 2019 : Un passo dal cielo : Bruno Moser
- 2020 : Harter Brocken : Simone Coppola
- 2020 - 2021 : Into the Night de Jason George : Terenzio Matteo Gallo
- 2021 : Germinal : Souvarine
- 2023 : Pamela Rose, la série : Le Cardinal
- 2023 : One Trillion Dollars (Eine Billion Dollar) : Gregorio Vacchi
- 2024 : Anthracite : Caleb Johansson

#### Téléfilms
- 2005 : Liberata de Philippe Carrese : Gino Muzzo
- 2006 : Beau Masque de Peter Kassovitz : Beau Masque
- 2008 : L'Arche de Babel de Philippe Carrese : Salvatore
- 2008 : Rien dans les poches de Marion Vernoux : Maurizio